# Draba cana
Draba cana är en korsblommig växtart som beskrevs av Per Axel Rydberg. Draba cana ingår i släktet drabor, och familjen korsblommiga växter. Inga underarter finns listade i Catalogue of Life.